# Lenguas de Austria

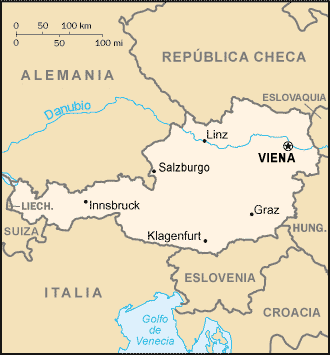
Austria

Las lenguas de Austria incluyen el alemán, la lengua oficial y lingua franca; el austro-bávaro, el dialecto principal fuera de Vorarlberg; alemánico, el dialecto principal en Vorarlberg; y varios idiomas minoritarios.

## Alemán

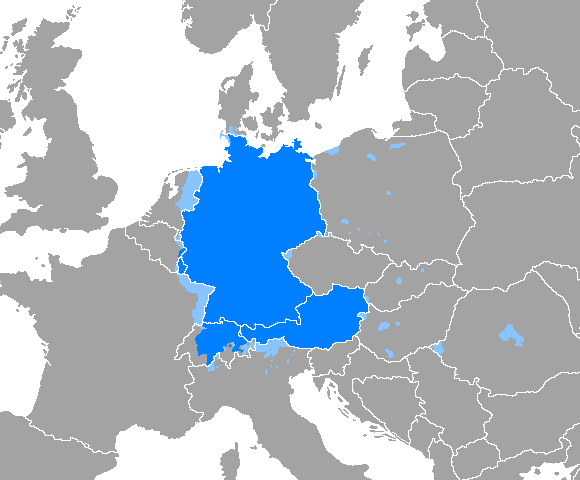
Idioma alemán

El alemán es el idioma oficial nacional y constituye un segundo idioma: la mayoría de los austríacos que no sean (principalmente rurales) personas mayores pueden hablarlo. Es el lenguaje utilizado en los medios, en las escuelas y en los anuncios formales. La variedad de alemán usado, austríaco alemán, está parcialmente influenciada por el austro-bávaro y usa muchas palabras "germanizadas".

## Alemánico

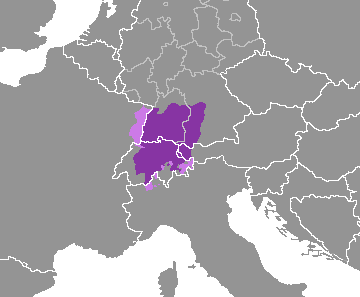
Dialecto alemánico

Alemannic se habla en Vorarlberg. Vorarlberg utiliza un Alemanico Alto Alemán, el mismo grupo dialectal que el hablado en el norte de Suiza (fuera de Basilea) y partes del sur de Alsacia, Francia. Para la mayoría de los alemanes y austríacos fuera de Vorarlberg es muy difícil de entender, ya que es más similar al alemán suizo, con muchas diferencias gramaticales y de pronunciación.

## Austro-bávaro

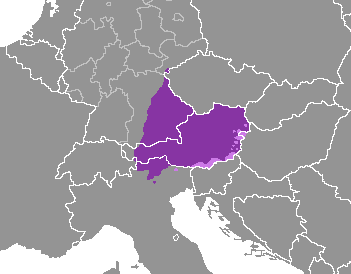
Dialecto austro-bávaro

La lengua materna principal de Austria fuera de Vorarlberg es el austro-bávaro, que se habla usando muchos dialectos regionales diferentes. Las partes nororientales de Austria (con la capital Viena) hablan dialectos Austro Central-Bávaro Central y dialectos de partes meridionales Austro-Bávaro Meridional. El austro-bávaro difiere ligeramente del alemán alto, por lo que no es demasiado difícil para los hablantes de alemán de diferentes regiones entender a la población nativa. Algunos ejemplos incluyen: La palabra "sí" en el idioma alemán se escribe "ja" y se pronuncia "yah". En el dialecto austro-bávaro, este mismo "ja" se pronuncia "yo". El austro-bávaro no es un idioma oficial, pero hay esfuerzos literarios ( de: Dialektliteratur), especialmente en poemas, para representar el sonido de la pronunciación en la ortografía; por ejemplo, "jo" es la ortografía de la palabra "ja" (= sí). Otras palabras que quizás solo escuche mientras visita regiones particulares en Austria y Baviera que raramente se usan en alemán alto incluyen "Grüß Gott" (que Dios le salude), y "Servus" (a su servicio) como frases de saludo, o se denotan como estrictamente dialectal, como "Pfiat di" (= behüte dich [Gott] = Dios puede cuidarte) con el significado de "adiós".

## Lenguas minoritarias
En Austria se hablan varios idiomas minoritarios, algunos de los cuales tienen un estatus oficial.

Turco
El turco es la lengua minoritaria más grande, en una situación similar a la de Alemania, hablada por el 2,3% de la población.

### Serbio
El serbio es la segunda lengua minoritaria más grande, con un uso del 2,2% de la población.

### Croata de Burgenland
El croata de Burgenland, idioma oficial en Burgenland, es hablado por el 2,5% de los austriacos, y los croatas de Burgenland son reconocidos como una minoría y han disfrutado de derechos especiales tras el Tratado de Estado austríaco ( Staatsvertrag ) de 1955.

### Húngaro

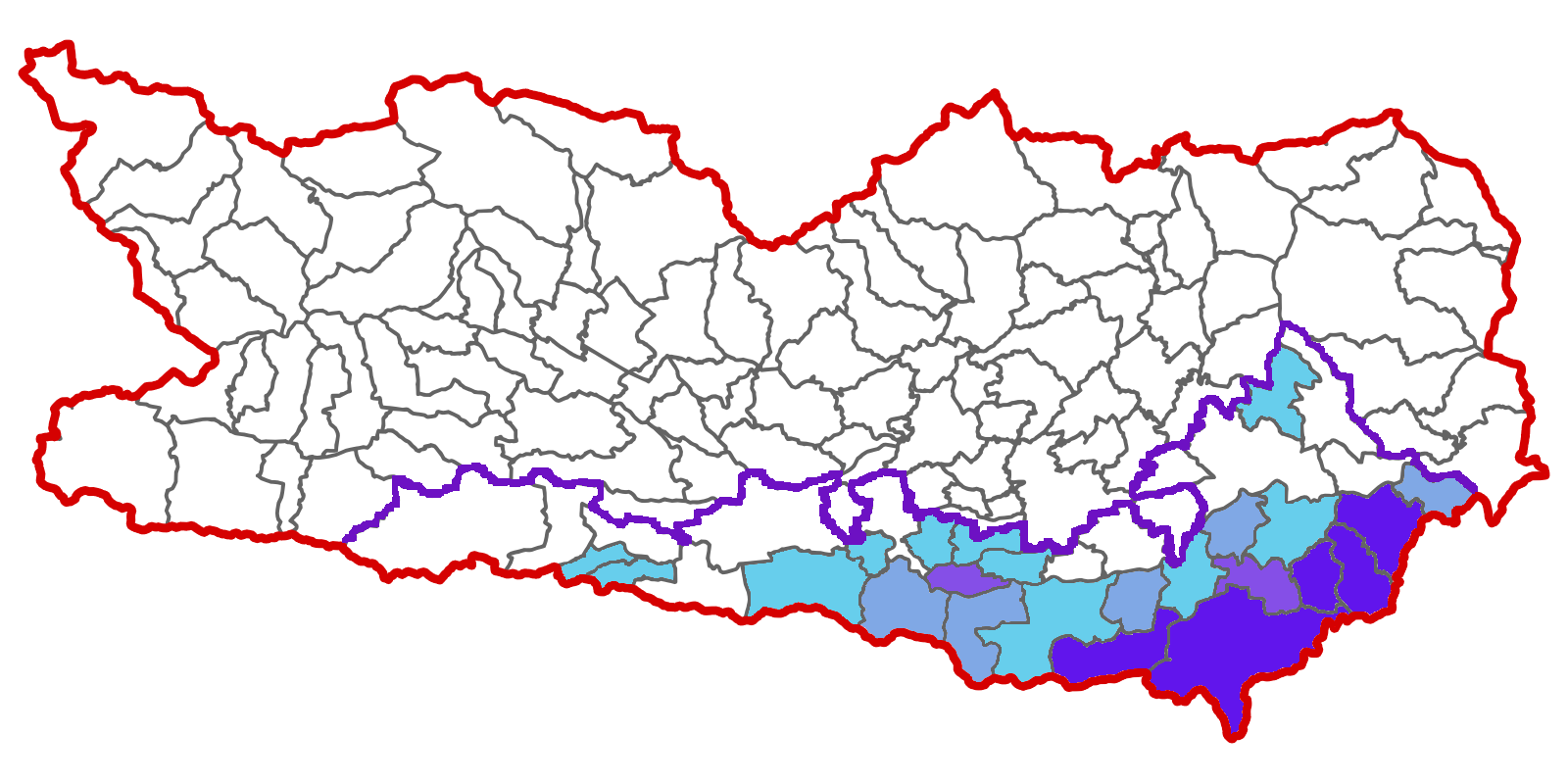
Áreas en Carintia donde se habla esloveno por encima del 5% (azul claro) a más del 30% (azul oscuro) de la población.

Aunque poco se ha hablado hoy, el húngaro ha ocupado tradicionalmente una posición importante en Austria (o, más correctamente, en Austria-Hungría). Hoy en día, el húngaro es hablado por alrededor de 1.000 personas en Burgenland.

### Esloveno
El esloveno es un idioma oficial en Carintia. Desde 2001 el esloveno es usado por 12.686 austriacos como lengua vernácula, y se informa que el esloveno puede ser hablado por el 0,3% de los austríacos. Los eslovenos de Carintia son reconocidos como una minoría y han disfrutado de derechos especiales y acción afirmativa siguiendo el Tratado de Estado austriaco ( Staatsvertrag ) de 1955.

## Carta Europea para Lenguas Regionales o Minoritarias
Austria ratificó la Carta Europea de Lenguas Regionales o Minoritarias el 28 de junio de 2001 para los siguientes idiomas con respecto a determinados Länder:
- Croata de Burgenland
- Esloveno (en Carintia y Estiria)
- Húngaro (en Burgenland y Viena)
- Checo (en Viena)
- Eslovaco (en Viena)
- Romaní (en Burgenland)